# Funkcionální analýza
Funkcionální analýza je matematická disciplína studující lineární prostory (syn. vektorové prostory), především vektorové prostory nekonečné dimenze, a zobrazení mezi nimi. Studované lineární prostory doplňují další struktury, například norma, skalární součin nebo topologie. Pro zobrazení se ve funkcionální analýze používá označení operátor. Pojem funkcionál, který dal celé oblasti pojmenování, označuje zobrazení z libovolného vektorového prostoru do tělesa reálných nebo komplexních čísel.
Za zakladatele funkcionální analýzy je považován Stefan Banach.

## Základní pojmy
Normovaný lineární prostor je lineární prostor doplněný o normu. Norma je zobrazení, které každému vektoru u a v z daného prostoru V přiřazuje číslo {\displaystyle u\to \|u\|}, které má následující vlastnosti:
1. {\displaystyle (\forall u:\|u\|\geq 0)\land (\|u\|=0\iff u={\vec {0}})}, tedy norma je nezáporné (tedy nutně reálné) číslo, které je nulou jen pro nulový vektor,
2. {\displaystyle \|\alpha u\|=|\alpha |\|u\|}, kde α je libovolné reálné nebo komplexní číslo,
3. {\displaystyle \|u+v\|\leq \|u\|+\|v\|}, tedy platí trojúhelníková nerovnost.

Pro řadu aplikací je významné studium posloupností prvků z příslušného prostoru. Zvláštní postavení mezi posloupnostmi prvků mají cauchyovské posloupnosti. To jsou takové posloupnosti, pro které lze pro libovolně malé číslo ε najít index n takový, že všechny prvky s indexem vyšším než n se neliší o víc než ε, (tj. norma jejich rozdílu není vyšší než ε. Ne každá cauchyovská posloupnost má limitu v prostoru, ve kterém jsou definovány její prvky. Pokud má vektorový prostor tu vlastnost, že každá cauchyovská posloupnost prvků má limitu v příslušném prostoru, označuje se takový prostor jako úplný. Je třeba poznamenat, že úplnost může záviset i na volbě normy. Úplný normovaný lineární prostor je lineární prostor, který je vzhledem ke své normě úplný. Úplný normovaný lineární prostor se obvykle označuje jako Banachův prostor.
Skalární součin je zobrazení V×V → T, tedy zobrazení, které dvojici prvků z lineárního prostoru V přiřazuje prvek tělesa T. Tělesem je obvykle množina reálných nebo komplexních čísel. Aby mohlo být zobrazení pokládáno za skalární součin, musí splňovat následující axiomy pro všechna u, v a w z vektorového prostoru V a všechna a z tělesa T:
1. {\displaystyle (\mathbf {u} ,\mathbf {v} )={\overline {(\mathbf {v} ,\mathbf {u} )}}}
2. {\displaystyle (\mathbf {u} +\mathbf {v} ,\mathbf {w} )=(\mathbf {u} ,\mathbf {w} )+(\mathbf {v} ,\mathbf {w} )}
3. {\displaystyle (a\,\mathbf {u} ,\mathbf {v} )=a\,(\mathbf {u} ,\mathbf {v} )}
4. {\displaystyle (\mathbf {v} ,\mathbf {v} )\geq 0}
5. {\displaystyle (\mathbf {v} ,\mathbf {v} )=0\iff \mathbf {v} =\mathbf {0} }

Skalární součin umožňuje definovat normu, hovoříme o normě indukované skalárním součinem:
{\displaystyle \|\mathbf {v} \|={\sqrt {(\mathbf {v} ,\mathbf {v} )}}}
Lineární prostor se skalárním součinem tak má přirozeně definovanou i normu, totiž normu indukovanou skalárním součinem. Pokud je lineární prostor s normou indukovanou skalárním součinem úplný, označuje se jako Hilbertův prostor.

## Důležité věty funkcionální analýzy
- Banachova–Steinhausova věta
- Hahnova–Banachova věta
- Věta o otevřeném zobrazení

## Aplikace funkcionální analýzy
Prostředky funkcionální analýzy umožňují studovat řadu problémů nejen čistě matematických ale i řadu problémů fyziky, biologie nebo ekonomie.
- Derivace je vlastně operátor na vhodně vybraném prostoru funkcí, dokonce operátor lineární. Toho lze využít v teorii diferenciálních rovnic, protože na diferenciální rovnice lze pohlížet jako na rovnice v příslušných lineárních prostorech funkcí. Dokonce v případě lineárních diferenciálních rovnic (obyčejných i parciálních) jde o rovnice lineární. Tento pohled může být použit i k hledání řešení difereniální rovnice, viz např. Galerkinova metoda.
- Stavy systému v kvantové mechanice reprezentují prvky vhodně zvoleného Hilbertova prostoru. Tím prostorem může být třeba prostor vhodných funkcí (Schrödingerova vlnová mechanika) nebo prostor nekonečných posloupností (Heisenbergova maticová mechanika).